# 볼룬타리

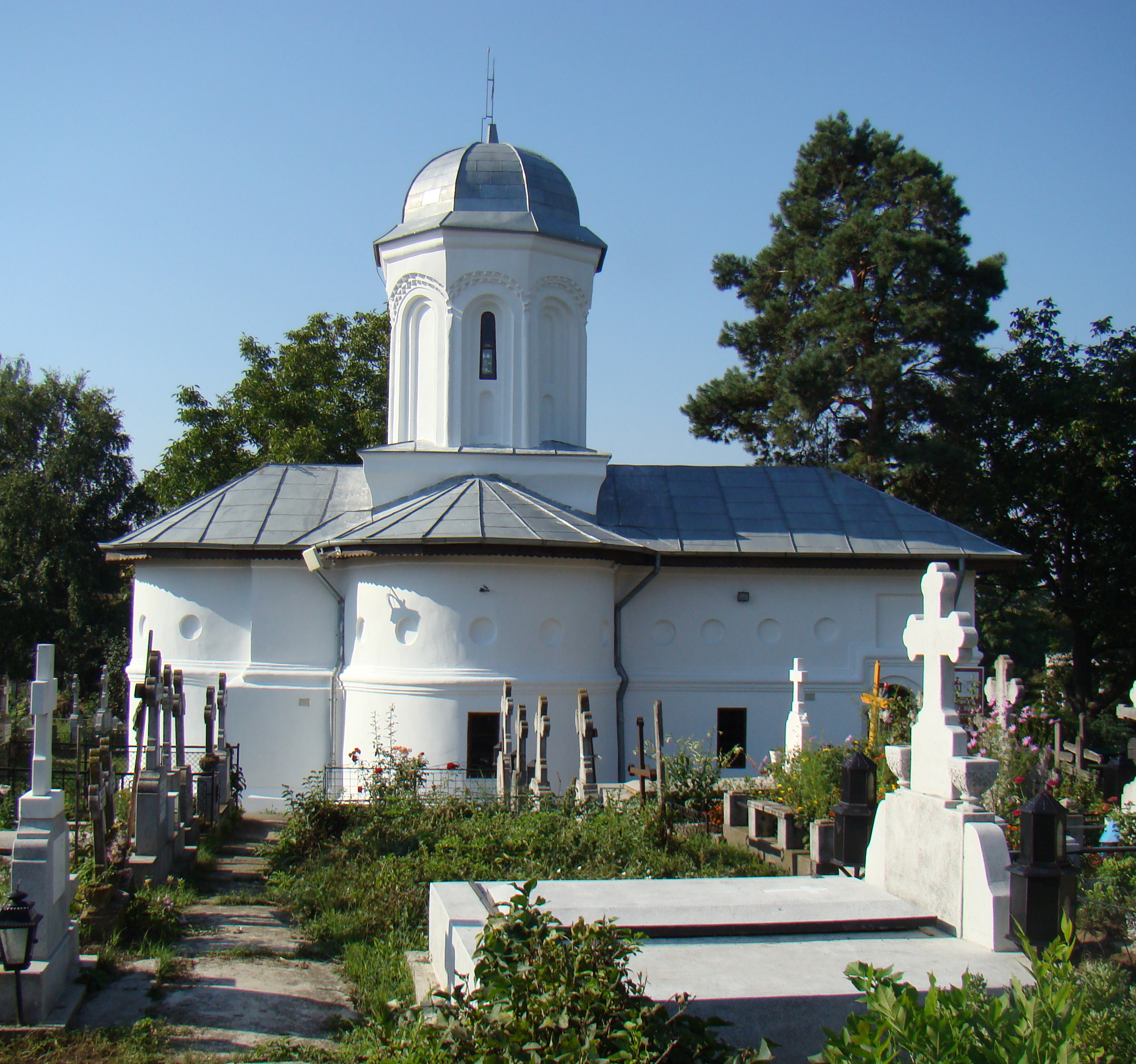
볼룬타리

볼룬타리(루마니아어: Voluntari)는 루마니아 일포브주의 도시로 인구는 42,944명(2011년 기준)이다. 루마니아의 수도인 부쿠레슈티의 교외 지대에 위치하며 부쿠레슈티의 북쪽 경계선에서 1km 정도 떨어진 곳에 위치한다.
제1차 세계 대전에서 의용군으로 참전했던 루마니아 군인들이 귀환한 이후에 설립되었으며 도시 이름 또한 루마니아어로 "의용군"을 뜻한다. 2004년에 도시 지위를 부여받았다.

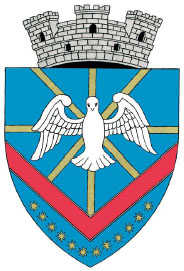
시 문장